# Gmina Roosna-Alliku
Gmina Roosna-Alliku (est. Roosna-Alliku vald) – gmina wiejska w Estonii, w prowincji Järva.
W skład gminy wchodzą:
- Alevik: Roosna-Alliku.
- 12 wsi: Allikjärve, Esna, Kaaruka, Kihme, Kirisaare, Kodasema, Koordi, Oeti, Tännapere, Valasti, Vedruka i Viisu.